# Charlie Barnet
Charlie Barnet, właśc. Charles Daly Barnet (ur. 26 października 1913 w Nowym Jorku, zm. 4 września 1991 w San Diego) – amerykański muzyk jazzowy, saksofonista i bandlider.